# Rubén Guijarro Palma
Rubén Guijarro Palma (Barcelona, 28 de gener de 1982) és un politòleg i polític català. És militant del Partit dels Socialistes de Catalunya. Va ser alcalde de Badalona des del 8 de novembre de 2021 fins al 17 de juny de 2023.

## Biografia
Va néixer a Barcelona el 28 de gener de 1982. Es va criar al barri de Llefià, a Badalona, on sempre ha estat vinculat al teixit associatiu, especialment l'esportiu, i on va cursar els seus primers estudis a les escoles Josclar i Esperança. Ha estat jugador, entrenador i membre de la direcció de la Unió Bàsquet Llefià. És veí del barri de Can Claris.
És llicenciat en Ciències Polítiques i de l'Administració per la Universitat Pompeu Fabra. Té un màster en Lideratge per a la Gestió Pública per la Universitat Autònoma de Barcelona, centre on és professor del Màster en Gestió de la Comunicació Política i Electoral. A banda de la política, també ha treballat com a especialista d'empresa al sector bancari.

### Activitat política
Va entrar en política a causa del rebuig a la guerra d'Iraq, i es va integrar a les Joventuts del PSC. De 2007 a 2011 va estar vinculat a la política municipal, exercint el càrrec de confiança de coordinador de l'àrea d'esports, durant les alcaldies de Maite Arqué i Jordi Serra. El 2015 va ser elegit per primera vegada regidor a l'Ajuntament de Badalona, i va esdevenir diputat de Recursos Humans a la Diputació de Barcelona, on també és membre de la junta de govern. De 2018 a 2019 va ser tercer tinent d'alcalde i regidor de l'àmbit de territori.
Dintre del partit ha estat secretari d'organització i finances del PSC del Barcelonès Nord. Hom l'ha destacat com un dels cervells i negociadors de la delegació local, va ser mà dreta de l'alcalde Àlex Pastor, de fet, va ser qui va propiciar que aquest arribés a l'alcaldia el 2018, quan llavors el PSC només tenia tres regidors al consistori. Guijarro va rellevar Pastor en la direcció del partit i com a president del grup municipal del PSC a l'Ajuntament, després de l'escàndol que va provocar, quan va ser detingut durant durant la pandèmia de COVID-19 saltant-se el confinament conduint begut i agredint un agent dels Mossos d'Esquadra.
L'octubre de 2021, després de fer-se coneguda la vinculació de l'alcalde Xavier Garcia Albiol, i el regidor popular Ramon Riera, en els papers de Pandora, ha esdevingut el candidat a substituir l'alcalde després que s'aprovi la moció de censura que ha presentat tota l'oposició de Badalona en bloc.
El 8 de novembre, Guijarro va esdevenir el tercer alcalde de la legislatura, amb un acord de govern del PSC amb els grups d'ERC, Comuns i Junts, del qual en va quedar exclòs només Guanyem Badalona en Comú.
El 2022 va ser elegit candidat a les eleccions municipals de Badalona, el 28 de maig de 2023. Després d'uns resultats electorals dolents per als socialistes, que van passar de sis regidors a obtenir-ne només quatre, Guijarro va anunciar que renunciaria a l'acta de regidor i es va acomiador del consistori. Des del mes de juny del 2023 va començar a treballar com a gerent i responsable econòmic de l'executiva del Partit dels Socialistes de Catalunya. El 18 de setembre finalment va renunciar a l'acta de regidor.